# 中央軍集団
中央軍集団（ちゅうおうぐんしゅうだん、ドイツ語: Heeresgruppe Mitte）は、第二次世界大戦中のナチス・ドイツの東部戦線における陸軍の一軍集団をさす名称である。

## 概要
1941年6月22日に独ソ戦にあたって創設された3つの軍集団の1つである。3個軍集団の内で唯一、第2・第3の2個装甲集団を割り当てられて、最大の戦力を与えられた。ドイツ国防軍の主力としてソ連野戦軍の殲滅、南北軍集団の支援、ソビエト連邦の首都モスクワへの進撃を担当した。1941年6月22日の開戦後一週間でミンスク包囲戦にて赤軍西部正面軍4個軍を壊滅させた。7月にはスモレンスクへと進撃しスタフカの戦略予備を加えて反撃に転じた西部正面軍と1か月間戦い3個軍を包囲し殲滅した。（スモレンスクの戦い）
第2装甲集団のグデーリアン上級大将はモスクワへの進撃を主張したがウクライナのソ連軍殲滅を優先したヒトラーの方針により中央軍集団は進撃を停止、第2装甲集団はキエフ包囲戦に参加した。キエフ包囲戦が終わると装甲部隊が復帰、9月30日、モスクワ攻略を目標としたタイフーン作戦を開始し進撃を再開した。ブリャンスクで3個軍、ヴャジマで4個軍を包囲したがソ連軍に致命的な打撃を与えられず、11月末にはモスクワへの攻勢が頓挫した。12月にはソ連軍の攻勢によりモスクワ正面から退却、突出部が形成されたルジェフとヴャジマに陣地を築き戦線を立て直した。
1942年1月からはじまったソ連軍のヴャジマ＝ルジェフ攻勢（第一次ルジェフ会戦）を撃退、ブラウ作戦がはじまるとドイツ軍の攻勢主体はコーカサス方面に進む南方軍集団となり、中央軍集団はもっぱら防衛戦を戦うこととなった。第二次ルジェフ会戦（1942年11月）で防衛戦に成功した後、クルスクの戦い（1943年7月4日 - 8月27日）ではクルスク突出部の北正面への攻勢を担当したが成果を上げられなかった。9月25日にスモレンスクを失うが、南方軍集団がドニエプル川西岸に駆逐された後も、ミンスクやヴィチェプスクなどベラルーシを維持する。クルスクの戦い以後南方軍集団がソ連軍の猛攻にさらされて後退を続ける一方で、中央軍集団の戦線は比較的安定していたが、1944年6月22日にソ連軍が敢行したバグラチオン作戦開始時点では、50万人の兵力があったものの、緒戦で25万人25師団を失うなどの大打撃を受け、残余の部隊をまとめつつ東プロシアやラトビア方面へ過酷な撤退戦を戦う。北方軍集団主力が1944年10月よりラトビア西部のクールラント半島で包囲されクールラント軍集団に改組されると、中央軍集団は翌年1月25日に北方軍集団へと改称される。A軍集団が中央軍集団の名称を引き継ぎ終戦まで戦った。

## 歴代司令官
- フェードア・フォン・ボック　（1941.6.22 - ）
- ギュンター・フォン・クルーゲ　（1941.12.19 - ）
- ギュンター・ブルーメントリット　（1941年末に短期間）
- エルンスト・ブッシュ　（1943.10.12 - ）
- ヴァルター・モーデル　（1944.6.28[3] - ）
- ゲオルク＝ハンス・ラインハルト　（1944.8.16 - ）
- フェルディナント・シェルナー　（1945.1.17 - ）

### 戦闘序列
| 年月       | 部隊                                                                        |
| ---------- | --------------------------------------------------------------------------- |
| 1941       |                                                                             |
| 1941年6月  | 第9軍、第4軍                                                                |
| 1941年7月  | 第3装甲集団、第9軍、第4軍、第2装甲集団、 z. Vfg. 第2軍                      |
| 1941年8月  | 第3装甲集団、第9軍、第4軍、第2軍、第2装甲集団                               |
| 1941年9月  | 第3装甲集団、第9軍、第4軍、第2軍、第2装甲集団、第2軍                        |
| 1941年10月 | 第9軍、第4軍、第2軍、第2装甲集団、第2軍                                     |
| 1941年11月 | 第9軍、第3装甲集団、第4軍、第2軍、第2装甲集団、第2軍                        |
| 1942       |                                                                             |
| 1942年1月  | 第9軍、第3装甲軍、第4装甲軍、第4軍、第2軍、第2装甲軍、第2軍                 |
| 1942年2月  | 3. Panzerarmee, 9. Armee, 4. Panzerarmee, 4. Armee, 2. Panzerarmee          |
| 1942年5月  | 9. Armee, 3. Panzerarmee, 4. Armee, 2. Panzerarmee                          |
| 1943       |                                                                             |
| 1943年1月  | LIX. AK, 9. Armee, 3. Panzerarmee, 4. Armee, 2. Panzerarmee                 |
| 1943年2月  | 3. Panzerarmee, 9. Armee, 4. Armee, 2. Panzerarmee                          |
| 1943年3月  | 3. Panzerarmee, 9. Armee, 4. Armee, 2. Panzerarmee, 2. Armee                |
| 1943年4月  | 3. Panzerarmee, 4. Armee, 2. Panzerarmee, 2. Armee, z.Vfg. 9. Armee         |
| 1943年7月  | 3. Panzerarmee, 4. Armee, 2. Panzerarmee, 9. Armee, 2. Armee                |
| 1943年9月  | 3. Panzerarmee, 4. Armee, 9. Armee, 2. Armee                                |
| 1943年11月 | 3. Panzerarmee, 4. Armee, 9. Armee, 2. Armee, Wehrmachtbefehlshaber Ostland |
| 1944       |                                                                             |
| 1944年1月  | 3. Panzerarmee, 4. Armee, 9. Armee, 2. Armee                                |
| 1944年7月  | 3. Panzerarmee, 4. Armee, 2. Armee, z.Vfg. 9. Armee                         |
| 1944年8月  | 3. Panzerarmee, 4. Armee, 2. Armee, IV. SS-Panzerkorps                      |
| 1945       |                                                                             |
| 1945年1月  | 3. Panzerarmee, 4. Armee, 2. Armee                                          |
| 1945年4月  | 4. Panzerarmee, 17. Armee, 1. Panzerarmee                                   |
| 1945年5月  | 7. Armee, 4. Panzerarmee, 17. Armee, 1. Panzerarmee                         |